# Taijutsu
Le taijutsu (体術) que l'on retrouve aussi sous l'appellation taijitsu, tai-jitsu ou tai jitsu (dans l'appellation de sa version européenne), est un art martial d'origine japonaise. Il s'agit d'une ancienne appellation générique aux méthodes de combat à mains nues, parfois connue sous le nom de koshi no mawari et d'où est ressorti le concept de jūjutsu (littéralement : « art de la souplesse »). Anciennement, le taijutsu tout comme le jujutsu, étaient souvent associés et/ou issus du yawara.
Des appellations variées ont été utilisées pendant les différentes périodes historiques du Japon et changeaient selon les régions géographiques et les différents successeurs. Chacune de ces appellations se référait à de légères différences liées aux caractéristiques techniques où tout le corps, ou seulement une partie, était utilisé.
Dans les écoles de Sekiguchi-ryū (en) (関口流), d’Araki-ryū (en) (荒木流) et de Seigō-ryū (制剛流), les techniques de taijutsu étaient nommées comme suit : hade (羽手), hakuda (白打), jūjutsu (柔術), kenpō (拳法), torite (捕手).
Pour le Takenouchi-ryū (en) (竹内流) et le Yagyū Shingan-ryū (柳生心眼流) les terminologies utilisées étaient les suivantes : koppō (骨法), gōhō (強法), kogusoku (小具足), yawara jutsu (和術), koshi no mawari (腰之廻), yoroi kumiuchi (鎧組打).
Pour le Tenshin Shōden Katori shintō ryū (天真正伝香取神道流), le Tatsumi-ryū (en) (立身流) et le Shoshō ryū (諸賞流), on utilisait ces termes : kumiuchi (組打), shubaku (手縛), tōde (唐手), torite (捕手 ou 取手) — les deux graphies existent —, wajutsu (和術), yawara jutsu (和術), kowami (剛身).
Les premières références à ces arts de combat à mains nues peuvent être trouvées dans les premiers dossiers historiques du Japon que l'on appelle le Kojiki (Chronique des faits anciens - 古事記) et le Nihon Shoki (Chroniques du Japon - 日本書紀), et qui concernent la création mythologique du pays et la mise en place de la famille impériale.
Le taijutsu est un art de combat très ancien. Identifié comme une variation du kumiuchi, il est reconnu comme étant le précurseur d’autres arts martiaux japonais. Son origine n'est pas connue avec précision, mais il a été redécouvert et codifié autour du XVIIe siècle par un guerrier du nom de Nagao Kenmotsu, un samouraï des écoles Ittō-ryū (一刀流) et Yagyū Shinkage-ryū (柳生新陰流) et qui fonda le Nagao ryū (長尾流).
Deux grands courants de taijutsu existent actuellement : le taijitsu (ou nihon taijitsu - 日本体術) moderne européen français (de Roland Hernaez et de Daniel Dubois) et le taijutsu (ou nihon taijutsu - 日本体術) traditionnel japonais issu des koryū bujutsu (古流武術) nommées ci-haut et comprenant le ninpō taijutsu (忍法体術) ou budō taijutsu (武道体術).

## Le termetaijutsu
Le terme taijutsu est composé de deux kanjis. Selon la méthode de romanisation du japonais la plus répandue, la méthode Hepburn, ces kanji devraient se définir ainsi :
- Tai (体?) : « corps » ;
- Jutsu (術?) : « art », « moyen », « technique ».

Taijutsu se traduit donc par « art du corps » ou « technique de corps ».
On retrouve assez souvent « l'art du corps » écrit d'une manière erronée, soit : taijitsu ou encore tai-jitsu. Cette erreur est souvent due à une mauvaise prononciation du japonais par les Occidentaux. Elle est même commise par de grands experts hauts gradés dans ces mêmes arts de combats, ce qui n'enlève en rien à la compétence de ces experts.
Toujours selon la méthode Hepburn, la traduction de taijitsu se définirait ainsi :
- Tai (体?) : « corps » ;
- Jitsu (実?) : « vérité », « réalité », « sincérité ».

On remarque ici que l'écriture du kanji jutsu (術) est très différente de l'écriture du kanji jitsu (実).
Le taijitsu serait donc traduit de la manière suivante : « vérité du corps », « réalité du corps » ou « sincérité du corps ». Ce qui est très loin de la méthode de combat qu'est le taijutsu. La confusion et la mauvaise prononciation entre jutsu et jitsu remonte aux premiers échanges des Occidentaux avec les Nippons vers la fin du XIXe siècle. Pour toutes sortes de raisons, souvent politiques, la correction à la romanisation n'a jamais été apportée. Par contre, tous utilisent les bons kanjis à l'écriture japonaise du taijutsu : 体術.

## Techniques
Les techniques se répartissent principalement en deux grands groupes principaux :
- Dakentaijutsu : techniques à base de blocages (uke waza) et de coups frappés (atemi waza) sur les points vitaux du corps humain, osseux (koppōjutsu), musculaires (koshijutsu) ou internes/nerveux (kyusho).

(Note : Les techniques utilisées en dakentaijutsu possèdent un très grand nombre de similarités avec celles utilisées en kenpō.)
- Jūtaijutsu : techniques de projections (nage waza), de contrôle (katame waza), de clefs et de luxations (kanzetsu waza).

(Note : Les techniques utilisées en jūtaijutsu possèdent un très grand nombre de similarités avec celles utilisées en jūjutsu.)
Ces deux groupes principaux sont complétés et liés entre eux par l’ajout d’un élément technique complémentaire : le taihenjutsu.
- Taihenjutsu : techniques à base de déplacements (sabaki waza), de roulades et/ou de chutes (ukemi waza), d'évasions (hakuda waza), de postures, etc.

## Écoles traditionnelles (ryūha)
Les origines du taijutsu japonais remontent aux écoles traditionnelles ou ryūha des arts martiaux anciens (koryū bujutsu). La majorité de ces écoles ancestrales ont aujourd’hui disparu ou ont été assimilées par d’autres. Cependant, certaines d’entre elles subsistent encore de nos jours et les gardiens de la tradition, ses maîtres, perpétuent leur enseignement encore aujourd’hui.
Voici ces écoles de la tradition toujours vivantes et qui sont associées au taijutsu traditionnel mais aussi à d’autres arts martiaux, notamment le jūjutsu, qui possède des racines communes avec le taijutsu via le yawara, le koshi no mawari, le torite kogusoku, yoroi kumiuchi, etc. :

(Note : Le taijutsu, tout comme le jūjutsu, sont deux appellations étant actuellement employées indifféremment pour couvrir les systèmes génériques de combat sans armes.)
Tenshin Shōden Katori shintō ryū
École d’arts martiaux traditionnels, fondée par Iizasa Choisai Ienao au début de la période Muromachi en 1447, où l’on enseigne un système de kenjutsu (odachi, kodachi, ryoto) ; iaijutsu (odachi) ; bojutsu (rokushaku bo) ; naginatajutsu (onaginata) ; sojutsu (su yari) ; jūjutsu ; shurikenjutsu ; ninjutsu ; chikujojutsu ; gunbaiho ; in yo kigaku. Situé à Chiba, le représentant actuel de cette école est Iizasa Yoshisada, 20e grand maître (sōke).
Tatsumi-ryū (en)
École d’arts martiaux traditionnels, fondée par Tatsumi Sankyo pendant l'ère Eisho (1504-1521), où l’on enseigne un système de yawara ; kenjutsu (odachi, kodachi, nito, fukuro shinai) ; iai (odachi) ; sojutsu ; bojutsu (rokushakubo, hanbo) ; shurikenjutsu ; hojojutsu ; shudan sentoho ; monomi. Situé dans la préfecture de Chiba, le représentant actuel de cette école est Kato Hiroshi, 22e grand maître (sōke).
Takenouchi-ryū (en)
École d’arts martiaux traditionnels, fondée par Takenouchi Chunagon Daijo Hisamori à la fin de la période Muromachi en 1532, où l’on enseigne un système de jūjutsu (connu également sous l’appellation de koshi no mawari, torite, kogusoku ou hade). En plus du jūjutsu, on y dispense l’enseignement des disciplines suivantes : bojutsu (rokushaku bo, jo) ; kenjutsu (odachi, kodachi, tanto, aikuchi/kaiken) ; iaijutsu (odachi, kodachi, tanto, aikuchi/kaiken) ; hojojutsu (hobaku) ; naginatajutsu ; tessenjutsu ; sakkatsuho. Les représentants actuels de cette école sont Takenouchi Toichiro Hisamune, 14e grand maître (sōke) et Takenouchi Tojuro Hisatake, 13e grand maître (sōdenke). Ils sont principalement situés dans la préfecture d’Okayama.
Gyokushin-ryū Ninpō (en)
École d’arts martiaux traditionnels, fondée sur les bases du Gyokko ryū par Sasaki Goemon Teruyoshi à la fin de la période Muromachi vers les années 1550, où l’on enseigne un système de taijutsu (koppōjutsu, jūtaijutsu) ; ninjutsu, complété par l’enseignement du kusarifundo jutsu ; kenjutsu ; iaijutsu. Situé dans la préfecture de Chiba, le représentant actuel de cette école est Yoshiaki Masaaki Hatsumi, 21e grand maître (sōke).
Araki-ryū (en)
École d’arts martiaux traditionnels, fondée par Araki Mujinsai Minamoto no Hidenawa à la fin de la période Muromachi en 1573, où l’on enseigne un système de torite kogusoku ; tojutsu (odachi, kodachi, tanto, bokken) ; bojutsu ; naginatajutsu (nagamaki) ; kusarigamajutsu ; chigirikijutsu ; ryofundojutsu. Situés dans la préfecture de Gunma et de Saitama, les représentants actuels de cette école sont Kikuchi Kunimitsu, 17e maître (shihan), Arakawa Seishin, 18e maître (shihan) et Suzuki Nobuo, 17e Maître (shihan).
Asayama Ichiden-ryū (en)
École d’arts martiaux traditionnels, fondée par Asayama Ichidensai Shigetatsu pendant l'ère Tensho (1573-1592) ou Keicho (1596-1615), où l’on enseigne un système de taijutsu, complété par l’enseignement du kenjutsu ; iaijutsu ; kamajutsu ; bojutsu. Situé dans la préfecture de Kanagawa, le représentant actuel de cette école est Ozaki Kiyoshi.
Yagyū shingan ryū
École d’arts martiaux traditionnels, fondée par Araki Mataemon (1584-1637) au début de la période d’Edo en 1600, où l’on enseigne un système de taijutsu (jūjutsu), complété par l’enseignement du kenjutsu ; bojutsu ; naginatajutsu ; taijutsu. Situé dans la préfecture de Kanagawa, le représentant actuel de cette école est Yasushi Kajitsuka, 11e grand maître (sōke).
Sōsuishi-ryū (en)
École d’arts martiaux traditionnels, fondée par Futagami Hannosuke au début de la période d’Edo en 1650, où l’on enseigne un système de jūjutsu (connu également sous l’appellation de koshi no mawari ou kogusoku) ; iaijutsu. Situé à Fukuoka, le représentant actuel de cette école est Shitama Manzo.
Hontai Yōshin-ryū
École d’arts martiaux traditionnels, fondée par Takagi Oriemon Shigetoshi au début de la période d’Edo en 1660, où l’on enseigne un système de jūjutsu. En plus du jūjutsu, l’on y dispense l’enseignement des disciplines suivantes : bojutsu (rokushaku bo, hanbo) ; kenjutsu (odachi, kodachi). Situé dans la préfecture de Hyogo, le représentant actuel de cette école est Inoue Kyoichi Munenori, 19e grand maître (sōke).
Tenjin Shinyō-ryū (en)
École d’arts martiaux traditionnels, fondée par Iso Mataemo Minamoto No Masatari à la fin de la période Tokugawa en 1830, où l’on enseigne un système de jūjutsu. Situé à Tokyo, le représentant actuel de cette école est Shihanke Kubota Toshihiro.
Shindō Yōshin-ryū
École d’arts martiaux traditionnels, fondée par Matsuoka Katsunosuke à la fin de la période Tokugawa en 1864, où l’on enseigne un système de jūjutsu (connu également sous l’appellation de kogusoku ou kacchu) ; kenjutsu (dai, sho) ; tantojutsu ; tetsubo ; kogai ; torinawa. Situé aux États-Unis dans l'État du Colorado, le représentant actuel de cette école est Toby Threadgill (menkyo kaiden).
Daitō ryū
École d’arts martiaux traditionnels, fondée par Sōkaku Takeda au milieu de la période Meiji en 1890, où l’on enseigne un système de jūjutsu (aikijūjutsu) et des notions de kenjutsu. Situé dans la préfecture d'Hokkaidō et à Tōkyō, l'un des représentants actuels de cette école est l'honbu cho, Katsuyuki Kondo (menkyo kaiden).
Ninpō taijutsu ryūha
Certaines de ces écoles sont spécifiques et exclusives au ninpō taijutsu, les méthodes de combat associées aux guerriers ninjas. Voici la liste de ces écoles traditionnelles dont l'enseignement se perpétue encore aujourd'hui :
| - Araki-ryū (en) - Asayama Ichiden-ryū (en) - Gikan-ryū koppōjutsu - Gyokko-ryū - Gyokushin-ryū Ninpō (en) - Kijin Chosui ryū dakentaijutsu - Kukishin-ryū - Kotō-ryū | - Shinden Fudo ryū dakentaijutsu - Shinden Fudo ryū taijutsu (différent du précédent) - Shinden Tatara ryū taijutsu - Takagi Yōshin-ryū - Togakure-ryū - Yagyū Shingan-ryū - Yamabujin Goshin Jutsu |

## Les différents courants
Actuellement, plusieurs courants de taijutsu existent :
1. Le taijitsu ou « karaté juste » et le taijitsu classique est, en France, affilié auprès de la FFK. Les deux chefs de file en sont Michel Vignon et Bruno Hoffer, quels que soient les changements de responsables administratifs au sein de la fédération de tutelle. Cette affiliation à la Fédération de karaté s'est accompagnée d'une modification du corpus technique du tai-jitsu, l'orientant plus vers l'autodéfense pragmatique en intégrant un plus grand nombre de techniques issues du karaté. Ce style est également parfois appelé karaté jutsu. Une conception plus classique du taijitsu subsiste cependant à côté de cette déviation vers le karaté : il est à noter que cette orientation vers le karaté serait plus récente et nombre de discours d'enseignants insistent pourtant sur un taijitsu central et originel, dans lequel trois grands principes biomécaniques et techniques s'entretiennent sans qu’il y ait de propension de l'un sur l'autre : ai ou wa (« concordance »), ju (« souplesse »), ken (« percussion »). Selon cette conception, nous aurions donc un taijitsu plus classique, issu de l’enseignement des maîtres Mochizuki, Alcheik, Hernaez et un taijitsu orienté vers le karaté (karaté jutsu).
2. Le nihon taijitsu[25] : style du maître Roland Hernaez, 9e dan (cofondateur du tai-jitsu moderne en France au début des années 1970), ce style est aussi affilié auprès de la FFKDA.
3. Le taijitsu do : style fondé par Daniel Dubois, 7e dan (cofondateur du tai-jitsu moderne en France au début des années 1970), cette discipline est affiliée auprès de la FEKAMT (Fédération européenne de karaté et arts martiaux traditionnels). Le taijitsu do entend retrouver l'esprit originel de l'art.
4. En Suisse, le chef de file du tai-jitsu est M. Jean-Pierre Clément. Formé notamment à l'école de base du judo, du tai-jitsu de Daniel Dubois et du deikido de Maxime Mazaltarim, il fonde à la fin des années 1980 son école de tai-jitsu/seiki-jitsu sur les bords du lac Léman. Dès les années 1990, il enseignera à Moudon (VD). Décédé en 2013, M. Clément passe le flambeau à M. Alexandre Boulgak, l'un de ses plus anciens élèves.
5. Il existe une section de taijutsu au Motobu-ryu (en)[26]. Créé en 1961 par Seikichi Uehara, 10e dan, en l'honneur de Motobu Chōyū (en) et de sa famille. Le taijutsu du karaté Motobu ryū était une méthode de combat jalousement gardée secrète par la famille royale des Îles Ryūkyū, les Motobu. Cette méthode est incluse dans un style de Ryūkyū kenpō[27], anciennement connu sous le nom d'udun ti[28] (ou undudi) et qui porte aujourd'hui le nom de Motobu ryū. C'est un genre de combat très complet qui porte une partie de son enseignement sur le taijutsu et qui est complété par un programme technique de kobujutsu (« maniement d'armes ») comme le bo, le tanto, le sai, le kama, le yari, le nunchaku, etc.
6. Le taijutsu est également la principale méthode de combat à mains nues que l'on retrouve dans le ninjutsu (ninpō). Les écoles suivantes enseignent cette méthode de combat : le Bujinkan de Masaaki Hatsumi, le Genbukan de Shōtō Tanemura et le Jinenkan d'Unsui Manaka. Le taijutsu enseigné dans ces écoles se subdivise en dakentaijutsu (comprenant le kosshijutsu et le koppōjutsu) et en jūtaijutsu (très similaire au jūjutsu). Puisque ces écoles enseignent un taijutsu aux racines typiquement japonaises, il n'est pas faux d'y référer en tant que nihon taijutsu (taijutsu japonais), mais on le retrouve plus souvent sous l'appellation générique de ninpō taijutsu. C'est probablement ces écoles qui conservent les racines les plus anciennes du taijutsu encore enseignées aujourd'hui.
7. L'enseignement du taijutsu traditionnel japonais (nihon taijutsu) se perpétue dans plusieurs petits dojos indépendants au Japon. Certaines de ces écoles dispensent un enseignement traditionnel provenant de la lignée des koryū bujutsu comme le Yagyū shingan ryū[29], fondé par Araki Mataemon (1584-1637) au début de la période d’Edo en 1600 et dont l'enseignement est dispensé aujourd'hui par Yasushi Kajitsuka, 11e grand maître (sōke). Certaines autres écoles, d'origines plus modernes, dispensent un enseignement traditionnel mais plus contemporain ; telle l'école du Fuji ryū taijutsu[30],[31] fondée en 1952 par sensei Fujito Koga (1908-1996) et dont l'enseignement se poursuit aujourd’hui au Japon avec sensei Ryūtaro Oshima, 3e grand maître, et l'école qui en dérive, la Hiko ryū taijutsu, fondée en 2008 par sensei Koshiro Tanaka.

## Trame de fond
Pour le néophyte, on peut comparer le taijutsu (ou taijitsu ou tai-jitsu) à une forme originelle de jūjutsu. Il est pourtant difficile de définir précisément cet art martial très ouvert et souvent évolutif dans sa version contemporaine moderne. En effet, méthode d'autodéfense japonaise par excellence, ces techniques se sont laissé influencer au fil des années par ses pratiquants.
Le taijitsu pratiqué en France se distingue de celui travaillé en Suisse. Par exemple, en Suisse, il n'existe pas de compétitions et le taijitsu se pratique sans règles, à l'instar de techniques de combat de rue comme le krav-maga. D'autre part, en Suisse toujours, il n'y a pas de fédération de taijitsu suisse reconnue.
Il est important de différencier le taijutsu du taihojutsu. Ce sont deux arts martiaux totalement différents l'un de l'autre et ne reposant pas sur les mêmes bases, ni sur les mêmes origines. Le taihojutsu est une méthode d'intervention créée à partir d'une synthèse d'arts martiaux, en vue de combler les besoins spécifiques de la police japonaise et du kidotai (escouade anti-émeute).